# Caprellina bispinosa
Caprellina bispinosa is een vlokreeftensoort uit de familie van de Caprellidae. De wetenschappelijke naam van de soort is voor het eerst geldig gepubliceerd in 1990 door Müller.